# Loosenweg 193 (Mönchengladbach)

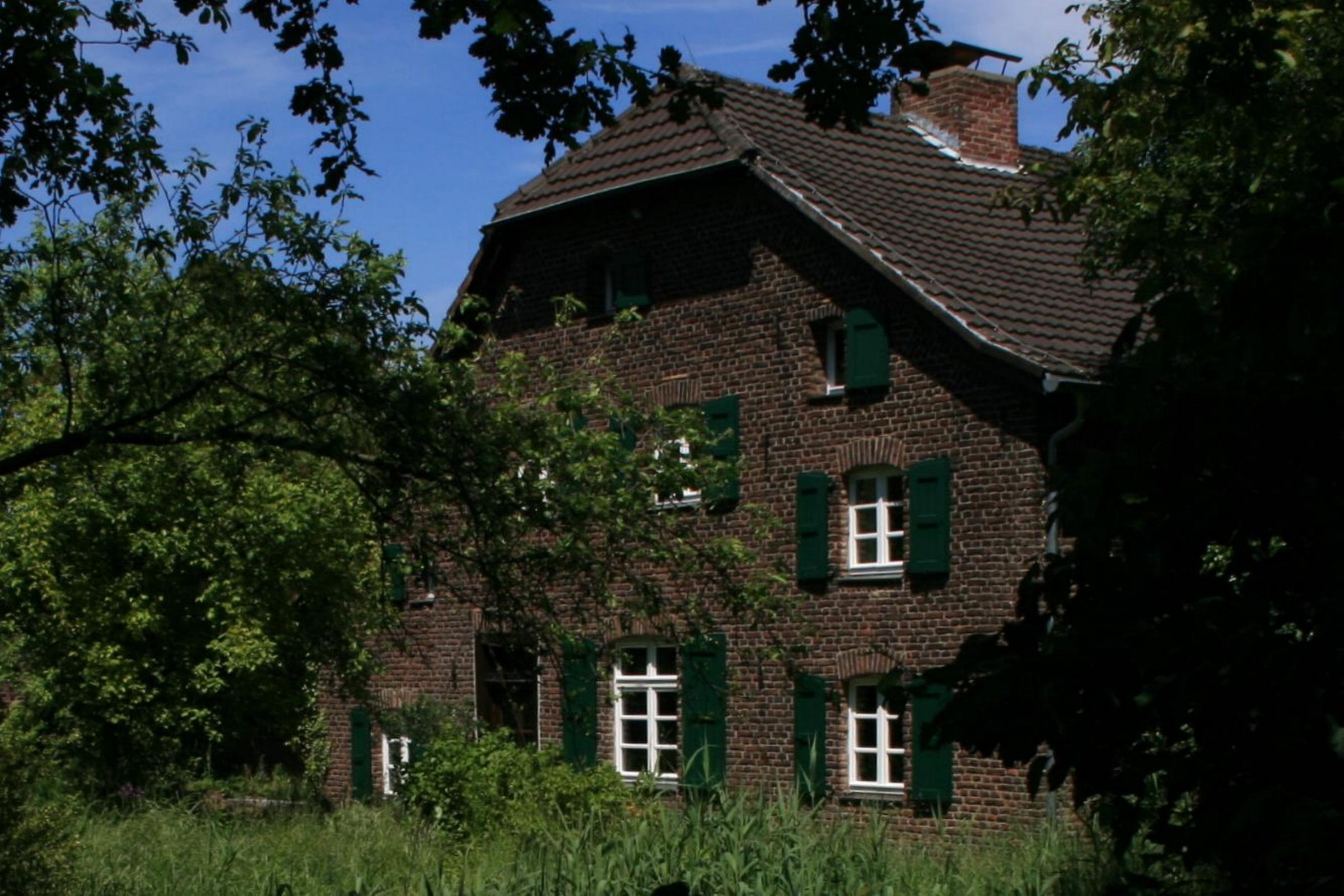
Fachwerkhaus (2010)

Das Fachwerkhaus Loosenweg 193 befindet sich im Stadtteil Dünn in Mönchengladbach (Nordrhein-Westfalen).
Das Gebäude wurde im 18./19. Jahrhundert erbaut. Es wurde unter Nr. L 010 am 4. Dezember 1984 in die Denkmalliste der Stadt Mönchengladbach eingetragen.

## Architektur
Bei dem Objekt, dem Hansenhof, handelt es sich um ein stattliches, ehemaliges dreischiffiges Wohn-/Stallgebäude in ursprünglicher Fachwerkkonstruktion im Kern erhalten. Die heutige Dachausbildung ist als Walmdach gestaltet. Das ganze Objekt ist mit einer Backsteinmauer aus dem 19. Jahrhundert umgeben.